# William Robert Daly
William Robert Daly (Boston, 24 ottobre 1872 – 1935) è stato un attore e regista statunitense.

## Biografia
Nato nel Massachusetts, a Boston, la sua carriera cinematografica, iniziata come attore nel 1910, si svolse quasi esclusivamente all'epoca del muto. Prese parte, infatti, nel 1932 a un unico film sonoro, La scomparsa di miss Drake. Recitò in oltre una cinquantina di pellicole.
Dal 1912 al 1916, si dedicò anche alla regia, dirigendo quarantasette film. Iniziò a lavorare come regista alla Independent Moving Pictures, a fianco di King Baggot, all'epoca attore famosissimo. Con lui diresse i suoi due primi film.
Il nome di Daly compare come sceneggiatore in tre produzioni. Nel 1913, fu anche produttore esecutivo (non accreditato) di un unico film, Traffic in Souls, prodotto dalla Independent Moving Pictures.

### Vita privata
Daly si sposò due volte: con Eva Condon e con l'attrice Fritzi Brunette.

## Filmografia
La filmografia è completa. Quando manca il nome del regista, questo non viene riportato nei titoli

### Attore
- The Crippled Teddy Bear - cortometraggio (1910)
- Melody - cortometraggio (1911)
- The Dream, regia di Thomas H. Ince, George Loane Tucker - cortometraggio (1911)
- The Scarlet Letter, regia di Joseph W. Smiley e George Loane Tucker - cortometraggio (1911)
- The Master and the Man, regia di Thomas H. Ince - cortometraggio (1911)
- A Gasoline Engagement, regia di Thomas H. Ince - cortometraggio (1911)
- The Co-Ed Professor - cortometraggio (1911)
- His Dress Shirt, regia di Thomas H. Ince - cortometraggio (1911)
- Uncle's Visit, regia di Thomas H. Ince - cortometraggio (1911)
- The Trinity, regia di Thomas H. Ince  (1912)
- After Many Years (1912)
- The Kid and the Sleuth, regia di Thomas H. Ince  (1912)
- O'Brien's Busy Day, regia di Otis Turner  (1912)
- Through the Flames, regia di Thomas H. Ince  (1912)
- A Modern Highwayman, regia di Otis Turner (1912)
- The Lie, regia di King Baggot e William Robert Daly  (1912)
- The Immigrant's Violin, regia di Otis Turner (1912)
- The Right Clue, regia di Otis Turner - cortometraggio (1912)
- Far from the Beaten Track, regia di Otis Turner (1912)
- Shamus O'Brien, regia di Otis Turner (1912)
- Percy Learns to Waltz, regia di William Robert Daly (1912)
- The Lure of the Picture, regia di Otis Turner (1912)
- Lady Audley's Secret, regia di Herbert Brenon e Otis Turner (1912)
- A Cave Man Wooing, regia di Otis Turner (1912)
- The Peril, regia di Otis Turner (1912)
- Up Against It, regia di Otis Turner (1912)
- The Breakdown, regia di Otis Turner (1912)
- Let No Man Put Asunder, regia di Otis Turner (1912)
- Caught in a Flash, regia di Otis Turner (1912)
- Winning the Latonia Derby, regia di Otis Turner (1912)
- In Old Tennessee, regia di Otis Turner (1912)
- The Castaway (1912)
- A Happy Family (1912)
- The Bridal Room, regia di William Robert Daly (1912)
- Dr. Bunion  (1913)
- The Winner (1913)
- Down Home, regia di Irvin Willat (1920)
- Azione (Action)
- The Roof Tree, regia di John Francis Dillon (1921)
- Pardon My Nerve!, regia di B. Reeves Eason (1922)
- The Yellow Stain, regia di John Francis Dillon (1922)
- Her Night of Nights, regia di Hobart Henley (1922)
- Confidence, regia di Harry A. Pollard (1922)
- A Dangerous Game, regia di King Baggot (1922)
- Three Who Paid, regia di Colin Campbell (1923)
- Crossed Wires, regia di King Baggot (1923)
- Trifling with Honor, regia di Harry A. Pollard (1923)
- Sawdust, regia di Jack Conway (1923)
- The Wild Party, regia di Herbert Blaché (1923)
- Held to Answer, regia di Harold M. Shaw (1923)
- Ride for Your Life, regia di Edward Sedgwick (1924)
- Camille of the Barbary Coast, regia di Hugh Dierker (1925)
- La scomparsa di miss Drake (Okay, America!), regia di Tay Garnett (1932)

### Regista
- The Power of Conscience, co-regia di King Baggot - cortometraggio (1912)
- The Lie, co-regia di King Baggot (1912)
- The Home Strike-Breakers (1912)
- Percy Learns to Waltz (1912)
- The Lonesome Miss Wiggs (1912)
- Breach of Promise - cortometraggio (1912)
- Home Again
- The Wrong Weight - cortometraggio (1912)
- The Bridal Room (1912)
- Binks, the Terrible Turk
- A Sprig of Shamrock - cortometraggio (1913)
- A Modern Romance - cortometraggio (1913)
- The Tale of a Fish
- For the Sins of Another - cortometraggio (1913)
- The Old Parlor - cortometraggio (1913)
- The End of the Road - cortometraggio (1913)
- The Militant - cortometraggio (1914)
- Forgiven; Or, The Jack of Diamonds (1914)
- Uncle Tom's Cabin (1914)
- Goaded by Jealousy (1915)
- The Taint (1915)
- Back of the Shadows (1915)
- The Sand Rat (1915)
- The Broken Glass (1915)
- A Skin Game (1915)
- Her Wedding Night (1915)
- The Strange Case of Talmai Lind - cortometraggio (1915)
- A Case of Beans
- The Mystic Ball - cortometraggio (1915)
- 'Neath Calvary's Shadows - cortometraggio (1915)
- The Tiger Slayer - cortometraggio (1915)
- Fifty Dollars a Kiss
- When California Was Wild - cortometraggio (1915)
- Jungle Justice - cortometraggio (1915)
- The Making of Crooks - cortometraggio (1915)
- Diamonds Are Trumps - cortometraggio (1916)
- Virtue Triumphant - cortometraggio (1916)
- The Uncut Diamond - cortometraggio (1916)
- Unto Those Who Sin (1916)
- A Serpent in the House
- The Beauty Hunters - cortometraggio (1916)
- At Piney Ridge (1916)
- The Test of Chivalry - cortometraggio (1916)
- The Hare and the Tortoise - cortometraggio (1916)
- The Reprisal - cortometraggio (1916)
- The Conflict - cortometraggio (1916)
- The Germ of Mystery - cortometraggio (1916)
- Out of the Mist - cortometraggio (1916)
- His Brother's Keeper - cortometraggio (1916)
- Into the Northland - cortometraggio (1916)
- A Pair of Shadows - cortometraggio (1916)

### Sceneggiatore
- Goaded by Jealousy, regia di William Robert Daly (1915)
- The Sand Rat, regia di William Robert Daly (1915)
- Back of the Shadows, regia di William Robert Daly (1915)

### Produttore
- Traffic in Souls, regia di George Loane Tucker (1913)